# La culpa es de Lisa
«La culpa es de Lisa», titulado «Blame It on Lisa» en la versión original, es el decimoquinto episodio perteneciente a la decimotercera temporada de la serie de dibujos animados Los Simpson. Fue estrenado originalmente el 31 de marzo de 2002, en Estados Unidos. Su guion fue escrito por Bob Bendetson y el capítulo fue dirigido por Steven Dean Moore. En el episodio, la familia viaja a Brasil en Río de Janeiro, donde se muestra una sociedad que se encuentra en situaciones desfavorables, lo que generó una fuerte controversia.

## Sinopsis

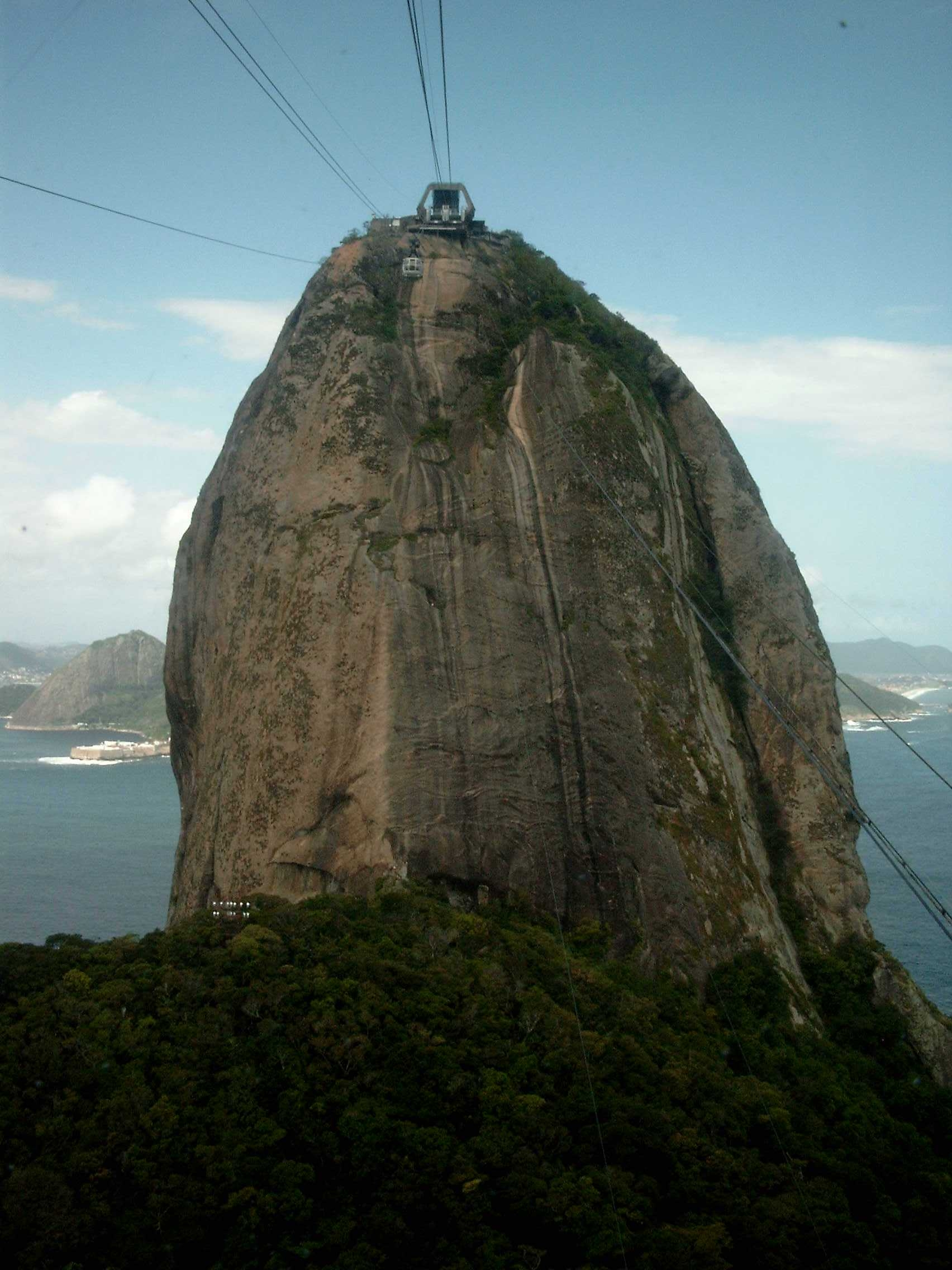
Vista del Pan de Azúcar.

Todo comienza cuando en la casa de los Simpson comienzan a recibir cuentas telefónicas excesivamente altas, las cuales incluían llamadas costosas a Brasil. Lisa confiesa que ella hacía las llamadas, ya que se había estado mandando cartas con un niño brasileño llamado Ronaldo, que había desaparecido misteriosamente del hogar en el que vivía. Homer, en uno de sus impulsos, decide viajar a Brasil para encontrar a Ronaldo.
Bart dice que, una vez que hubiesen ido a Brasil, habrían visitado todos los continentes, excepto la Antártida. Este dato es real a medias, ya que sólo afecta a Bart: vive en Norteamérica, fue a África en el episodio Simpson Safari, a Europa en The Crepes of Wrath, a Asia en Thirty Minutes Over Tokyo y Goo Goo Gai Pan y a Oceanía en Bart vs. Australia. Homer decidió que algún día iría a la Antártida, pues esta año se iba a Brasil. 
Cuando llegan al país sudamericano, Lisa y Marge se dedican a buscar al niño, mientras Homer y Bart disfrutan de las hermosas playas de Río de Janeiro. Sin embargo, estando en un taxi, Homer es secuestrado, y llevado por una travesía a través del río Amazonas, hasta llegar a un refugio de los secuestradores. Allí, los maleantes piden como rescate 50 000 dólares.
Bart, Lisa y Marge, mientras tanto, miran por TV programas para niños de la televisión brasileña y, mientras lo hacen, Bart explica el secuestro de Homer. Desesperados, salen a buscarlo, pero se encuentran con el Carnaval de Río de Janeiro, cuyas comparsas estaban atravesando esa parte de la ciudad. Sin tener alternativa, se unen al baile, y luego, uno de los muñecos de la carroza, llama a Lisa por su nombre. Cuando ella voltea a ver a quién la llamaba, descubre que era Ronaldo, quien había conseguido un trabajo en un programa para niños, interpretando a un muñeco disfrazado. Ronaldo dice que había tratado de enviarle una carta a Lisa, pero no había podido hacerlo, ya que no sabía en qué estado vive la niña. Esto es una referencia a la recurrente broma de que nadie sabe cuál es el estado de residencia de los Simpson.
Ronaldo, en compensación por la ayuda de Lisa, le da los 50 000 dólares para pagar el rescate de Homer, mismo que había obtenido trabajando en el programa infantil. Luego de que Marge hablase con los secuestradores, acuerdan entregar el dinero en el Pan de Azúcar, una famosa montaña del Brasil que tiene un sistema de teleféricos. Lisa, Marge y Bart irían en un teleférico, mientras que Homer con los secuestradores irían en otro. Antes de despedirse de sus captores, Homer hace un álbum en donde pone fotos del cautiverio y lo titula Recuerdos del secuestro. Luego, Homer salta hacia el otro teleférico, dándose cuenta de que era muy peligroso, pero los secuestradores le dicen a Marge que Homer había elegido el lugar para entregar el dinero.
Finalmente, todos recorren Río sanos y salvos, pero Bart es engullido por una anaconda, hecho que toma de muy buen humor, bailando samba.

## Producción
El episodio fue estrenado originalmente el 31 de marzo de 2002, en Estados Unidos. Su guion fue escrito por Bob Bendetson y el episodio fue dirigido por Steven Dean Moore como parte de la decimotercera temporada de Los Simpson (2001-2002). Para las escenas que tienen lugar en Brasil, los animadores basaron gran parte de su trabajo en fotografías tomadas por un miembro del personal que había visitado previamente el país. Este episodio no es el primero en el que Los Simpson viajan a un lugar fuera de Estados Unidos. A lo largo de la serie, han visitado la Antártida, Aruba, Australia, Canadá, China, Costa Rica, Cuba, Dinamarca, Francia, Islandia, India, Irlanda, Israel, Italia, Japón, México, Países Bajos, Perú, Corea del Sur, España, Tanzania y Reino Unido. Su visita a Brasil en «La culpa es de Lisa» fue posteriormente mencionada en el episodio de la decimoctava temporada «The Wife Aquatic» (2007), en el que la familia hace un viaje a una isla llamada Barnacle Bay que descubren que ha sido devastada por la sobrepesca. Lisa le dice a Bart: «Este es el lugar más asqueroso al que hemos ido nunca», a lo que Bart pregunta: «¿Y Brasil?». Lisa se corrige, respondiendo: «Después de Brasil».

## Referencias culturales

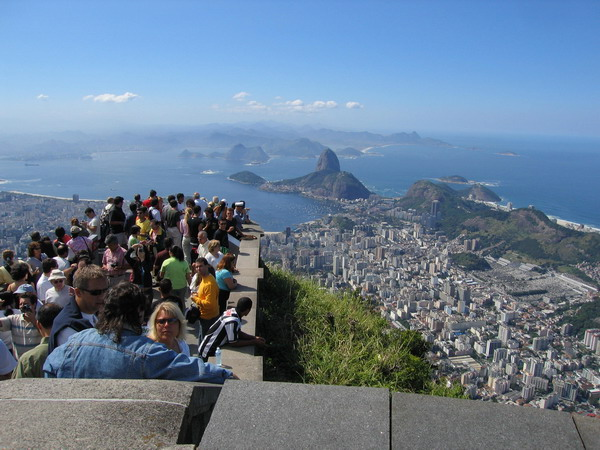
La ciudad de Río de Janeiro, en donde se desarrolla el episodio.